# Bolanthus fruticulosus
Bolanthus fruticulosus är en nejlikväxtart som först beskrevs av Jean-Baptiste Bory de Saint-Vincent och Chaub., och fick sitt nu gällande namn av Youssef Ibrahim Barkoudah. Bolanthus fruticulosus ingår i släktet Bolanthus och familjen nejlikväxter. Inga underarter finns listade i Catalogue of Life.